# Maria Amélia Proença
Maria Amélia Proença (Campo de Ourique, Lisboa, 21 de outubro de 1938) é uma fadista portuguesa.

## Biografia
Maria Amélia Proença nasceu no dia 21 de Outubro de 1938, na capital portuguesa, bairro de Campo de Ourique.
Estreou-se como Maria Amélia Marques nas noites de Lisboa, até que Manuel Afonso notou a sua voz. Depois de pedida autorização ao pai, inscreveu-a num concurso de fados do jornal Ecos de Portugal, tendo acabado por vencer. Com oito anos a fadista Ercília Costa entregou-lhe a «Taça Amália Rodrigues», e a imprensa da época fazia ecos da sua "graça própria" e "expressão verdadeira".
Com a mesma expressividade, ainda conta hoje a fadista, dona de uma vitalidade e firmeza, para além de uma portentosa voz, mesmo com mais de sessenta anos.
Com a vitória daquele concurso, passa a cantar em vários cafés, entre eles o famoso Casablanca. Actuou em várias casa de fado como o Café Luso ou o Sr. Vinho, ao lado de Amália Rodrigues, Alfredo Marceneiro, Tristão da Silva, Fernando Farinha e Carlos do Carmo.
| “ | Nessa altura nunca imaginei que o fado fosse ouvido em salas tão grandes lotadas de apreciadores de todas as línguas. | ” |

Participou nos elencos de quase todas as casas de fado da noite lisboeta, incluindo Adega Machado. Ali cruzou-se com fadistas mais jovens, como Mariza, tendo sido uma importante influência na aprendizagem desta. Diva do fado castiço, o mais tradicional de Lisboa, a sua primeira digressão no estrangeiro foi em 1972, no Extremo Oriente, território na altura bastante aficionado no trabalho musical português. A digressão incluiu Singapura, Macau e Japão.
Entre os seus maiores êxitos contam-se Era só o que faltava (Jorge Rosa/António Redes Cruz) e Duas cantigas, também dos mesmo autores, assim como temas encontrados no repertório de Amália Rodrigues, Fernando Farinha, Fernanda Baptista, Maria Clara ou Simone de Oliveira. 
Em 2005, o seu trabalho como fadista imortalizou-se no documentário da BBC Mariza and the story of fado, em que interpreta dois temas, um do seu repertório e outro do repertório amaliano, Ai Mouraria, juntamente com Mariza. 
Foi também neste ano que recebeu o Prémio Carreira da Casa da Imprensa. Para comemorar cerca de sessenta anos de sucesso, Maria Amélia Proença editou uma colectânea com os seus mais célebres fados, acompanhada à guitarra portuguesa por Manuel Mendes, à viola pelo seu filho Carlos Manuel Proença, e à viola-baixo por Marino de Freitas. Entre os poetas que canta neste álbum refiram-se Ary dos Santos, Frederico de Brito e Eduardo Damas.
Entre os grandes palcos que já pisou, somam-se o CCB, Lisboa, o Concertgebouw, Amesterdão, o Le Carré e no Royal Festival Hall, em Londres ao lado de Mariza. No Concerto do Milénio, no Concertgebouw, em Janeiro de 2001, cantou acompanhada pelo Nederlanders Blazers Ensemble para uma audiência de mais de um milhão de telespectadores. As suas digressões já incluíram passagens pelos Países Baixos, Alemanha, França, Cabo Verde e Angola.

## Reconhecimento
Na edição de 2005, da Grande Noite do Fado, foi galardoada com o Prémio Carreira. 
Foi uma das 50 figuras do fado e da guitarra portuguesa homenageadas, em 2012, aquando da celebração do primeiro aniversário do fado enquanto Património Imaterial da Humanidade, tendo nessa altura recebido a Medalha Municipal de Mérito (Grau Ouro), da cidade de Lisboa. 